# Gegants vells de Sants
Els Gegants vells de Sants, formats per en Bartomeu i la Maria, són unes figures clàssiques que representen reis medievals. Són models de sèrie i, per tant, iguals que molts gegants d'arreu.
La història de les figures comença l'any 1945, quan la parròquia de Santa Maria de Sants decideix d'adquirir uns gegants representatius del barri perquè surtin a la processó de Corpus i per la festa major. Els van comprar al taller El Ingenio i a partir d'aquell moment començaren a aparèixer en les dates assenyalades, fins que es va deixar de fer la processó i quedaren arraconats.
Després d'estar tancats a la parròquia durant anys, el 1985 es recuperaren per iniciativa de la Coordinadora de Geganters de Barcelona. Aquell mateix any es va crear la colla de Geganters de Sants, responsable encara avui de les figures, i més tard se n'encarregà la restauració al mestre imatger barceloní Domènec Umbert. En aquesta nova etapa, els gegants vells comencen a tenir una activitat intensa gràcies a la nova colla encarregada de portar-los, que els bateja amb els noms de Bartomeu i Maria per homenatjar els patrons de l'antiga vila.
Els Gegants vells de Sants participen en l'acte de lectura del pregó de la festa major, per Sant Bartomeu, juntament amb els nous, i són amfitrions d'una gran trobada gegantera a l'abril, amb les altres figures de la colla. Quan no surten, són exposats al centre cívic Cotxeres de Sants.